# Al cinema con il mostro
Al cinema con il mostro è un'antologia di racconti horror curata da Peter Haining nel 1971.
I racconti dell'opera hanno tutti una particolarità: sono stati scelti perché da ognuno è stato tratto un film horror. L'introduzione e la postfazione, infatti, sono curate da due grandi nomi del cinema di genere: Vincent Price e Christopher Lee.
L'antologia è dedicata alla memoria dell'attore britannico Boris Karloff, «gentleman del cinema e "mostro" per eccellenza».